# Sinamaica
Sinamaica(en wayú: Karouya) es una ciudad y parroquia civil del municipio Guajira, en el estado Zulia (Venezuela) Funciona además como la capital municipal. Está ubicada a 10 m s. n. m., al N del río Limón y limitando con la Laguna de Sinamaica.

## Historia
Tuvo sus orígenes en el fortín San Juan de Guillena, de 1591, y el de San Bartolomé, fundado en 1774 por el brigadier Antonio de Arévalo.
El virrey Manuel de Guirior, en 1776, expresaba que a través de Sinamaica se practicaba el contrabando. En 1789 había allí una guarnición militar conocida como «establecimiento de Sinamaica» y un vecindario de pescadores y ganaderos con posada.
El 19 de febrero de 1790, el virrey José Espeleta de Veire de Galdecino solicitó al Rey separar Sinamaica de la provincia de Riohacha y anexársela a la de Maracaibo, lo cual se llevó a cabo por real cédula del 13 de agosto; el 24 fue fundada formalmente como San Bartolomé de Sinamaica. A lo largo de la historia se la consideró como una avanzada de los poderes administrativos y militares de Maracaibo con relación a los guajiros.
A finales del siglo XVIII era estación de correos del servicio que comunicaba a Maracaibo con el virreinato de Nueva Granada. El 2 de septiembre de 1822 se libró allí el combate de las fuerzas realistas al mando de Francisco Tomás Morales, que derrotaron a las del republicano Francisco María Farías. Entre marzo de 1864 y noviembre de 1880, fue capital del Territorio Federal Guajira.
En 1901 Carlos Silverio invadió la Guajira colombiana por Sinamaica en defensa del gobierno de Cipriano Castro. Se comunica por carretera con Maracaibo (66 km) y Paraguaipoa (32 km). Está separada del golfo de Venezuela por un litoral de médanos. Su economía se fundamenta básicamente en la cría de caprinos, la pesca, la fabricación de esteras, la elaboración de aceite de coco por medios artesanales y el comercio minoritario, en gran parte ilícito, que se realiza con Colombia. Tiene centros de primera enseñanza y ciclo básico.

## Geografía
Se trata de la parroquia más pequeña de las cuatro que conforman el municipio Guajira, al norte del estado Zulia, ya que posee una superficie de 311 kilómetros cuadrados. Destacando 2 cuerpos de agua en su jurisdicción la Laguna de Sinamaica, y el Golfo de Venezuela.
Limita por oeste con la parroquia Elías Sánchez Rubio, por el norte con la Parroquia Guajira y el Golfo de Venezuela, por el oeste con este mismo cuerpo de Agua y por el sur con el Municipio Almirante Padilla.

### Clima

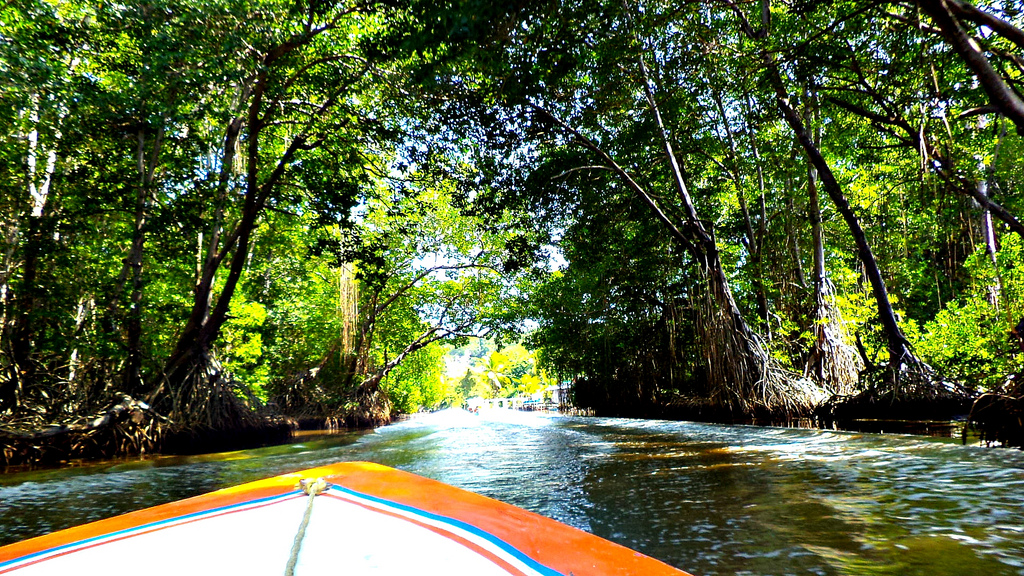
Laguna de Sinamaica, Parroquia Sinamaica, Municipio Guajira.

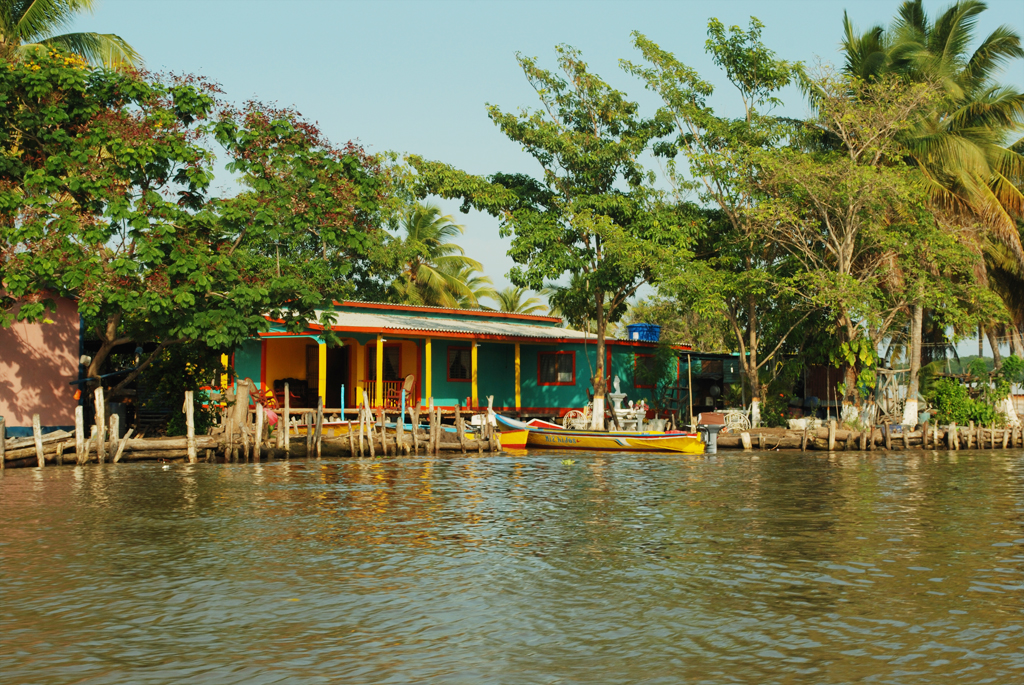
Palafitos típicos de la parroquia.

| Parámetros climáticos promedio de Maracaibo | Parámetros climáticos promedio de Maracaibo | Parámetros climáticos promedio de Maracaibo | Parámetros climáticos promedio de Maracaibo | Parámetros climáticos promedio de Maracaibo | Parámetros climáticos promedio de Maracaibo | Parámetros climáticos promedio de Maracaibo | Parámetros climáticos promedio de Maracaibo | Parámetros climáticos promedio de Maracaibo | Parámetros climáticos promedio de Maracaibo | Parámetros climáticos promedio de Maracaibo | Parámetros climáticos promedio de Maracaibo | Parámetros climáticos promedio de Maracaibo | Parámetros climáticos promedio de Maracaibo |
| Mes                                         | Ene.                                        | Feb.                                        | Mar.                                        | Abr.                                        | May.                                        | Jun.                                        | Jul.                                        | Ago.                                        | Sep.                                        | Oct.                                        | Nov.                                        | Dic.                                        | Anual                                       |
| ------------------------------------------- | ------------------------------------------- | ------------------------------------------- | ------------------------------------------- | ------------------------------------------- | ------------------------------------------- | ------------------------------------------- | ------------------------------------------- | ------------------------------------------- | ------------------------------------------- | ------------------------------------------- | ------------------------------------------- | ------------------------------------------- | ------------------------------------------- |
| Temp. máx. abs. (°C)                        | 32                                          | 33                                          | 36                                          | 37                                          | 39                                          | 42                                          | 45                                          | 43                                          | 39                                          | 35                                          | 34                                          | 33                                          | 40                                          |
| Temp. máx. media (°C)                       | 33                                          | 33                                          | 33                                          | 33                                          | 33                                          | 34                                          | 34                                          | 34                                          | 34                                          | 32                                          | 32                                          | 32                                          | 33.1                                        |
| Temp. media (°C)                            | 23                                          | 24                                          | 24                                          | 26                                          | 28                                          | 29                                          | 29                                          | 27                                          | 27                                          | 24                                          | 24                                          | 24                                          | 25.8                                        |
| Temp. mín. media (°C)                       | 22                                          | 22                                          | 23                                          | 24                                          | 24                                          | 24                                          | 24                                          | 24                                          | 23                                          | 23                                          | 23                                          | 22                                          | 23.2                                        |
| Temp. mín. abs. (°C)                        | 16                                          | 16                                          | 17                                          | 20                                          | 22                                          | 24                                          | 25                                          | 23                                          | 22                                          | 21                                          | 20                                          | 20                                          | 22                                          |
| [cita requerida]                            |                                             |                                             |                                             |                                             |                                             |                                             |                                             |                                             |                                             |                                             |                                             |                                             |                                             |

## Localidades
- Sinamaica
- Puerto Guerrero
- El Barro
- La Boca
- El Calabozo
- El Guanabano
- Botoncillo
- Caimare Chico
- Los Robles

## Sitios turísticos
- Lagunas de Sinamaica y Cocinetas
- Poblados palafíticos de las comunidades paraujanas
- Comunidad indígena
- Mercado del barro
- Parador turístico